# Gâlcești (okręg Ardżesz)
Gâlcești – wieś w Rumunii, w okręgu Ardżesz, w gminie Poiana Lacului. W 2011 roku liczyła 212 mieszkańców.